# Evangeli de Nicodem
L'Evangeli de Nicodem és el títol que es va donar a l'edat mitjana a la unificació de dos llibres anteriors, les Actes de Pilat i El Descens de Crist als inferns. La primera part, les Actes de Pilat, porta un pròleg on es fonamenta l'atribució de l'evangeli a Nicodem. Es considera un evangeli apòcrif. Les Actes de Pilat es diuen escrites per Ananies i fan referència al judici de Jesús per Pilat, detallant fases del judici, disculpant el paper de Pilat i acusant els jueus com a culpables de la mort de Crist. Expliquen la crucifixió, la seva mort i la resurrecció. El Descens als inferns narra el descendiment de la creu de Jesús i la seva baixada a l'infern o Anàstasi. Aquesta part és abundant en dades preses de l'Antic Testament i fa referència a Adam, David, Isaïes, Jeremies, i altres profetes, tots difunts, i que esperen a l'infern l'arribada del Salvador. S'expliquen escenes de la vida de la humanitat dins els inferns abans de l'arribada de Crist i descriu com arriba amb la seva creu el bon lladre, anunciant que darrere seu ve Jesús. La notícia s'amplia amb la inclusió de textos de l'Evangeli de Mateu on parla de la resurrecció de molts morts mentre estava als inferns.
El text, conservat en llengua grega que sembla l'original, es pot datar devers l'any 130. Justí el Màrtir és el primer de citar-lo cap a l'any 150. Del Descens de Crist als inferns es conserva també una traducció llatina de la mateixa època. L'Evangeli de Nicodem és important per les aportacions a la cultura medieval i a les llegendes i tradicions de l'església, ja que inclou el nom de diversos personatges com ara Dimes, el bon lladre, Gestes, el mal lladre, Longí, que va travessar amb una llança el costat de Jesús o la Verònica.
Un text, conegut com a Declaració de Josep d'Arimatea atribuït a Josep d'Arimatea seria un complementen versió grega de les Actes de Pilat.